# Hospital Petrópolis
O Hospital Petrópolis foi um hospital particular localizado em Porto Alegre, capital do estado brasileiro do Rio Grande do Sul. Criado em 27 de outubro de 1966, era hospital especializado na área de oftalmologia, com cerca de 100 leitos e cinco salas cirúrgicas.
Funcionou na Avenida Lucas de Oliveira, n° 2040, no bairro Petrópolis. A sua estrutura, um prédio de alvenaria, foi originalmente construída em 1926 para abrigar o Hospital Espírita, que acabou se mudando para seu atual endereço no Morro Teresópolis em 1941.

## Problemas e fechamento
Em 2010, após ação de fiscalização pela Secretaria Municipal de Saúde e Vigilância Sanitária, o Petrópolis foi descredenciado pelo Sistema Único de Saúde (SUS) por cobranças de serviços médicos não realizados. Naquela época, a Polícia Federal descobriu que a direção do Hospital participava de fraudes contra a Previdência Social e crimes de execução fiscal, de maneira que a administração hospitalar acabou processada por estelionato e lavagem de dinheiro.
Em junho de 2013, ganhou novamente repercussão na mídia quando houve denúncias de que cirurgias estéticas eram feitas clandestinamente na instituição, flagradas por autoridades da Vigilância de Saúde, o que terminou na suspensão de sua licença como hospital. Consequentemente, o caso acabou parando no Ministério Público, que também averiguou o não atendimento de uma série de exigências legais, como documentação, corpo clínico, responsável técnico registrado pelo Conselho Regional de Medicina do Estado, adequação higiênica, etc.
Em 2019, um ano após a falência do hospital decretada, a antiga direção foi condenada a devolver R$ 1,9 milhão aos cofres públicos.